# Rădulești (okręg Satu Mare)
Rădulești – wieś w Rumunii, w okręgu Satu Mare, w gminie Căuaș. W 2011 roku liczyła 111 mieszkańców. 